# 伏見宮邦輔親王
伏見宮邦輔親王（ふしみのみや くにすけしんのう）は、戦国時代の皇族。式部卿。世襲親王家の伏見宮第7代当主。貞敦親王の第一王子。母は三条実香の女の三条香子。後奈良天皇の猶子。
享禄4年（1531年）4月24日に親王宣下。天文元年（1532年）7月29日に元服し、二品式部卿に任ぜられる。
墓地は京都市上京区の伏見宮墓地。

## 系譜
- 御息所：西園寺実宣の娘
  - 第三王子：貞康親王（1547-1568） - 第8代伏見宮
- 女房：万里小路惟房の娘
  - 第四王子：常胤法親王（1548-1621） - 正親町天皇の猶子、天台座主、妙法院門跡
- 女房：安藤宗実の娘
  - 第一王子：邦茂王（1530-1570）
- 生母未詳
  - 第二王子：某王（1544-1555）
  - 第五王子：尊朝法親王（1552-1597） - 天台座主
  - 第六王子：守理法親王（?-?）
  - 第七王子：最胤法親王（円明院、1563-1639） - 天台座主
  - 第一王女：智曉（?-?）
  - 第二王女：某女王（1563-1578）